# Clonas-sur-Varèze
Pour les articles homonymes, voir Varèze (homonymie).
Clonas-sur-Varèze est une commune française située dans le département de l'Isère en région Auvergne-Rhône-Alpes.
Ce village, de taille encore modeste, par rapport aux communes voisines est situé au cœur de la vallée du Rhône, entre Lyon et Valence, non loin de l'agglomération viennoise. Clonas-sur-Varèze, autrefois rattachée à la communauté de communes du Pays Roussillonnais est une commune membre de la communauté de communes Entre Bièvre et Rhône depuis le 1er janvier 2019.
Les habitants de la commune sont dénommés les Clonarins.

## Géographie

### Situation et description
La commune est située dans le département de l'Isère, entre les agglomérations de Vienne et de Roussillon. Il s'agit d'une petite ville à l'aspect essentiellement rural mais positionnée dans une zone fortement urbanisée.
Par la route, le centre de la commune est distante de 103 km de Grenoble, préfecture de l'Isère et de 47 km de Lyon, chef-lieu de la région Auvergne-Rhône-Alpes. Celui-ci est également situé à 271 km de Marseille et à 508 km de Paris.

### Communes limitrophes
Les communes limitrophes sont  Auberives-sur-Varèze, Roussillon, Saint-Alban-du-Rhône, Saint-Clair-du-Rhône, Saint-Maurice-l'Exil et Saint-Prim.

### Hydrographie
La commune est bordée au niveau septentrional de son territoire par la rivière Varèze, un affluent du Rhône, d'une longueur de 39,2 kilomètres. Ce cours d'eau traverse le territoire dans une direction essentiellement est-ouest.
Le canal du moulin qui traverse également la commune, dans ce même secteur géographique, est une simple dérivation de ce cours d'eau.

### Climat
Pour des articles plus généraux, voir Climat d'Auvergne-Rhône-Alpes et Climat de l'Isère.
En 2010, le climat de la commune est de type climat du Bassin du Sud-Ouest, selon une étude du Centre national de la recherche scientifique s'appuyant sur une série de données couvrant la période 1971-2000. En 2020, Météo-France publie une typologie des climats de la France métropolitaine dans laquelle la commune est dans une zone de transition entre le climat semi-continental et le climat de montagne et est dans une zone de transition entre les régions climatiques « Moyenne vallée du Rhône » et « Nord-est du Massif Central ». 
Pour la période 1971-2000, la température annuelle moyenne est de 12,1 °C, avec une amplitude thermique annuelle de 17,9 °C. Le cumul annuel moyen de précipitations est de 799 mm, avec 8,5 jours de précipitations en janvier et 6 jours en juillet. Pour la période 1991-2020, la température moyenne annuelle observée sur la station météorologique de Météo-France la plus proche, « Reventin », sur la commune de Reventin-Vaugris à 7 km à vol d'oiseau, est de 12,9 °C et le cumul annuel moyen de précipitations est de 775,7 mm,. Pour l'avenir, les paramètres climatiques de la commune estimés pour 2050 selon différents scénarios d'émission de gaz à effet de serre sont consultables sur un site dédié publié par Météo-France en novembre 2022.

### Voies de communication et transports

#### Voies routières
On peut accéder au centre de la commune en empruntant l'autoroute A7 depuis Vienne-sud (au nord) ou Chanas (au sud).
- 11 Vienne-Sud à 33N ou 4 km (vers Marseille et Auberives-sur-Varèze).
- 12 Chanas à 24 km : (vers Roussillon et Saint-Maurice-l'Exil).

La route nationale 7 (RN7) longe le territoire de la commune dans sa limite orientale, en limite avec la commune d'Auberives-sur-Varèze. La RD37b permet de rejoindre cette commune le bourg central de Clonas, cette route se raccorde ensuite à la RD4.
La route départementale 4 (RD4) qui traverse le territoire communal dans sa partie occidentale, relie la commune des Roches-de-Condrieu à celle du Péage-de-Roussillon.

#### Transports publics
Le territoire communal est également accessible en transport en commun grâce à la ligne A des transports du Pays Roussillonnais.
Les deux gares ferroviaires les plus proches de la commune sont la gare de Saint-Clair - Les Roches et la gare du Péage-de-Roussillon, toutes les deux desservie par des trains TER Auvergne-Rhône-Alpes.

## Urbanisme

### Typologie
Au 1er janvier 2024, Clonas-sur-Varèze est catégorisée ceinture urbaine, selon la nouvelle grille communale de densité à sept niveaux définie par l'Insee en 2022.
Elle est située hors unité urbaine. Par ailleurs la commune fait partie de l'aire d'attraction de Lyon, dont elle est une commune de la couronne,. Cette aire, qui regroupe 397 communes, est catégorisée dans les aires de 700 000 habitants ou plus (hors Paris),.

### Occupation des sols
L'occupation des sols de la commune, telle qu'elle ressort de la base de données européenne d’occupation biophysique des sols Corine Land Cover (CLC), est marquée par l'importance des territoires agricoles (66,9 % en 2018), en diminution par rapport à 1990 (76,6 %). La répartition détaillée en 2018 est la suivante : 
cultures permanentes (29,6 %), terres arables (21,9 %), zones urbanisées (15,6 %), forêts (13 %), zones agricoles hétérogènes (12,3 %), zones industrielles ou commerciales et réseaux de communication (4,5 %), prairies (3,1 %). L'évolution de l’occupation des sols de la commune et de ses infrastructures peut être observée sur les différentes représentations cartographiques du territoire : la carte de Cassini (XVIIIe siècle), la carte d'état-major (1820-1866) et les cartes ou photos aériennes de l'IGN pour la période actuelle (1950 à aujourd'hui).

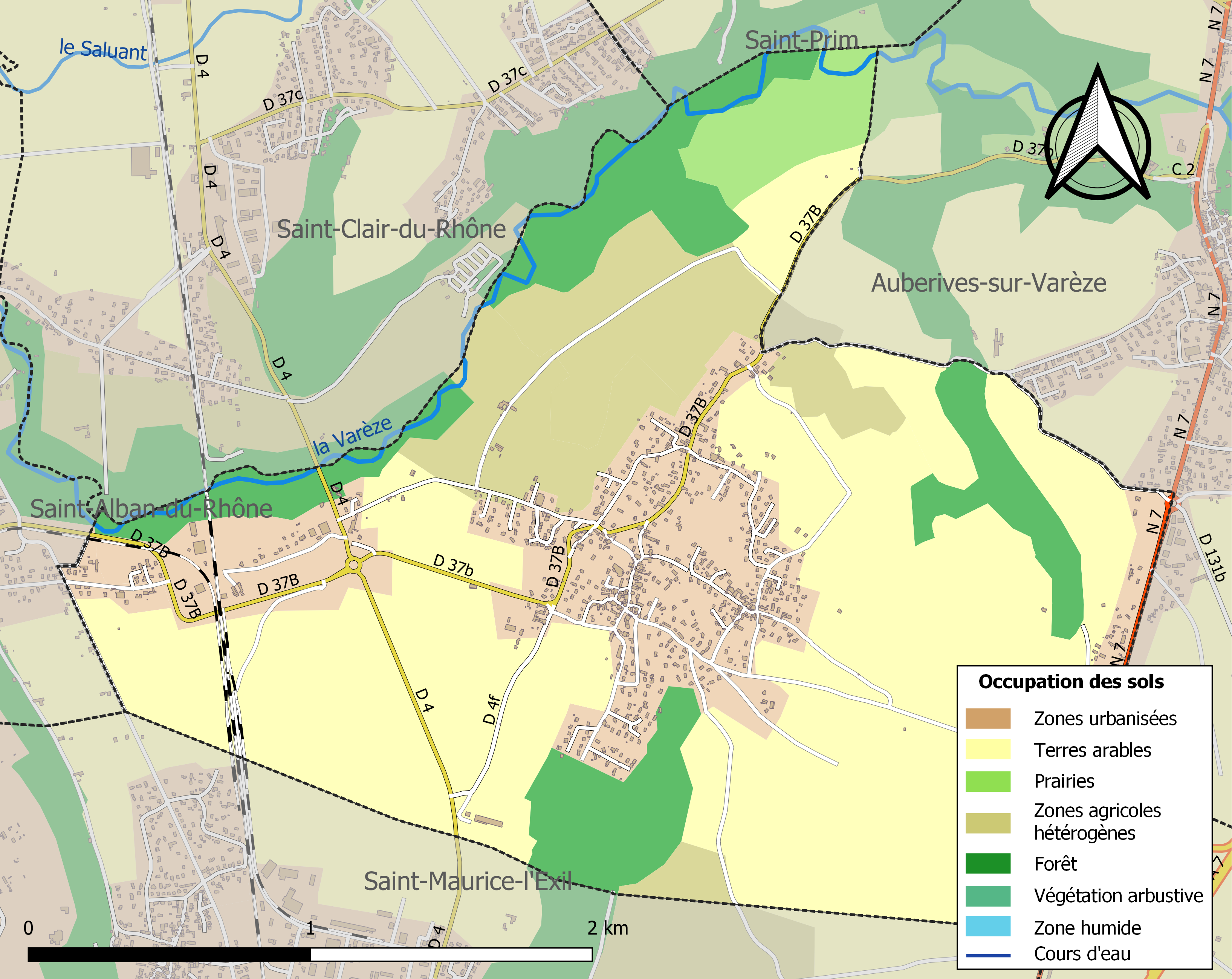
Carte des infrastructures et de l'occupation des sols de la commune en 2018 (CLC).

### Hameaux lieux-dits et écarts
Voici, ci-dessous, la liste la plus complète possible des divers hameaux, quartiers et lieux-dits résidentiels urbains comme ruraux qui composent le territoire de la commune de Clonas-sur-Varèze, présentés selon les références toponymiques fournies par le site géoportail de l'Institut géographique national. 
| - Prés de Saint-Prim - Cumer - Grand Pré - Pré de la Rivière - le Sablon - Vauvillon - Fenouillères - Combe Georges | - Chuzy - les Chais - Carnassières - Saint-Pierre - Grand Champ - le Raincy - Champ du Pallet - les Liètres | - les Bourassones - la Plaine - Grange Basse - les Rozons - Bois Blanc - Garin - le Troupeau - le Grand Large |

### Risques naturels

#### Risques sismiques
La totalité du territoire de la commune de Clonas-sur-Varèze est situé en zone de sismicité n°3 (sur une échelle de 1 à 5), comme la plupart des communes de son secteur géographique.
| Type de zone | Niveau            | Définitions (bâtiment à risque normal) |
| ------------ | ----------------- | -------------------------------------- |
| Zone 3       | Sismicité modérée | accélération = 1,1 m/s2                |

## Toponymie
Selon André Planck, auteur d'un livre sur la toponymie des communes de l'Isère, le nom de Clonas pourrait se rattacher au nom d'un domaine gallo-romain d'un certain « Clavonaus », mais l'auteur privilégie le préfixe latin « Cla » (clé) et le mot ancien « van », signifiant vallon, c'est-à-dire « la clé qui commande l'entrée du vallon », rapprochant le nom de Clonas avec celui de la commune de Clavans-en-Haut-Oisans.

## Histoire

### Préhistoire et Antiquité
A l'âge du fer, le territoire de la commune fait partie du vaste territoire des Allobroges, peuple gaulois installé entre le Rhône et les Alpes depuis le Ve siècle av. J.-C. et ayant Vienne pour capitale. Après la conquête romaine en 121 av. J.-C., la région est intégrée à la nouvelle province de Gaule Narbonnaise. Durant l'Antiquité romaine, le centre du village actuel était occupé par une riche villa romaine dont on a retrouvé des vestiges, la villa de Licinius. 

## Politique et administration

### Administration municipale
En 2019, le conseil municipal de Clonas-sur-Varèze  est composé de dix-neuf membres (dix hommes et neuf femmes) dont un maire, cinq adjoints au maire, deux conseilles délégués et onze conseillers municipaux.

### Liste des maires
| Période                                  | Période        | Identité        | Étiquette | Qualité                                                         |
| ---------------------------------------- | -------------- | --------------- | --------- | --------------------------------------------------------------- |
| ?                                        | 1941 (révoqué) | Vincent         | ?         | Révoqué par le Gouvernement de Vichy                            |
| 1996                                     | 2001           | Michel Badin    |           |                                                                 |
| mars 2001                                | 2014           | Nadine Troncia  |           |                                                                 |
| mars 2014                                | En cours       | Régis Viallatte | SE        | Chef d'entreprise, suppléant de la Députée LREM Caroline Abadie |
| Les données manquantes sont à compléter. |                |                 |           |                                                                 |

## Population et société

### Démographie
L'évolution du nombre d'habitants est connue à travers les recensements de la population effectués dans la commune depuis 1800. Pour les communes de moins de 10 000 habitants, une enquête de recensement portant sur toute la population est réalisée tous les cinq ans, les populations de référence des années intermédiaires étant quant à elles estimées par interpolation ou extrapolation. Pour la commune, le premier recensement exhaustif entrant dans le cadre du nouveau dispositif a été réalisé en 2006.

En 2022, la commune comptait 1 541 habitants, en évolution de +5,62 % par rapport à 2016 (Isère : +3,07 %, France hors Mayotte : +2,11 %).
| 1800 | 1806 | 1821 | 1831 | 1836 | 1841 | 1846 | 1851 | 1856 |
| ---- | ---- | ---- | ---- | ---- | ---- | ---- | ---- | ---- |
| 244  | 378  | 344  | 444  | 450  | 493  | 493  | 479  | 477  |

| 1861 | 1866 | 1872 | 1876 | 1881 | 1886 | 1891 | 1896 | 1901 |
| ---- | ---- | ---- | ---- | ---- | ---- | ---- | ---- | ---- |
| 517  | 515  | 495  | 502  | 516  | 508  | 456  | 430  | 404  |

| 1906 | 1911 | 1921 | 1926 | 1931 | 1936 | 1946 | 1954 | 1962 |
| ---- | ---- | ---- | ---- | ---- | ---- | ---- | ---- | ---- |
| 407  | 384  | 352  | 339  | 360  | 363  | 400  | 459  | 502  |

| 1968 | 1975 | 1982 | 1990  | 1999  | 2006  | 2011  | 2016  | 2021  |
| ---- | ---- | ---- | ----- | ----- | ----- | ----- | ----- | ----- |
| 517  | 554  | 703  | 1 056 | 1 281 | 1 425 | 1 520 | 1 459 | 1 519 |

| 2022  | - | - | - | - | - | - | - | - |
| ----- | - | - | - | - | - | - | - | - |
| 1 541 | - | - | - | - | - | - | - | - |

### Enseignement
La commune est rattachée à l'académie de Grenoble.

### Médias
Presse écrite
Historiquement, le quotidien à grand tirage Le Dauphiné libéré consacre, chaque jour, y compris le dimanche, dans son édition du Nord-Isère (Vienne), un ou plusieurs articles à l'actualité de la commune et du canton, ainsi que des informations sur les éventuelles manifestations locales, les travaux routiers, et autres événements à caractère local.

### Cultes
La communauté catholique et l'église (propriété de la commune) dépendent de la paroisse Saint-Pierre en pays roussillonais qui recouvre plusieurs autres communes. Cette paroisse est rattachée au diocèse de Grenoble-Vienne.

## Culture locale et patrimoine
- Église Sainte-Marguerite de Clonas-sur-Varèze.

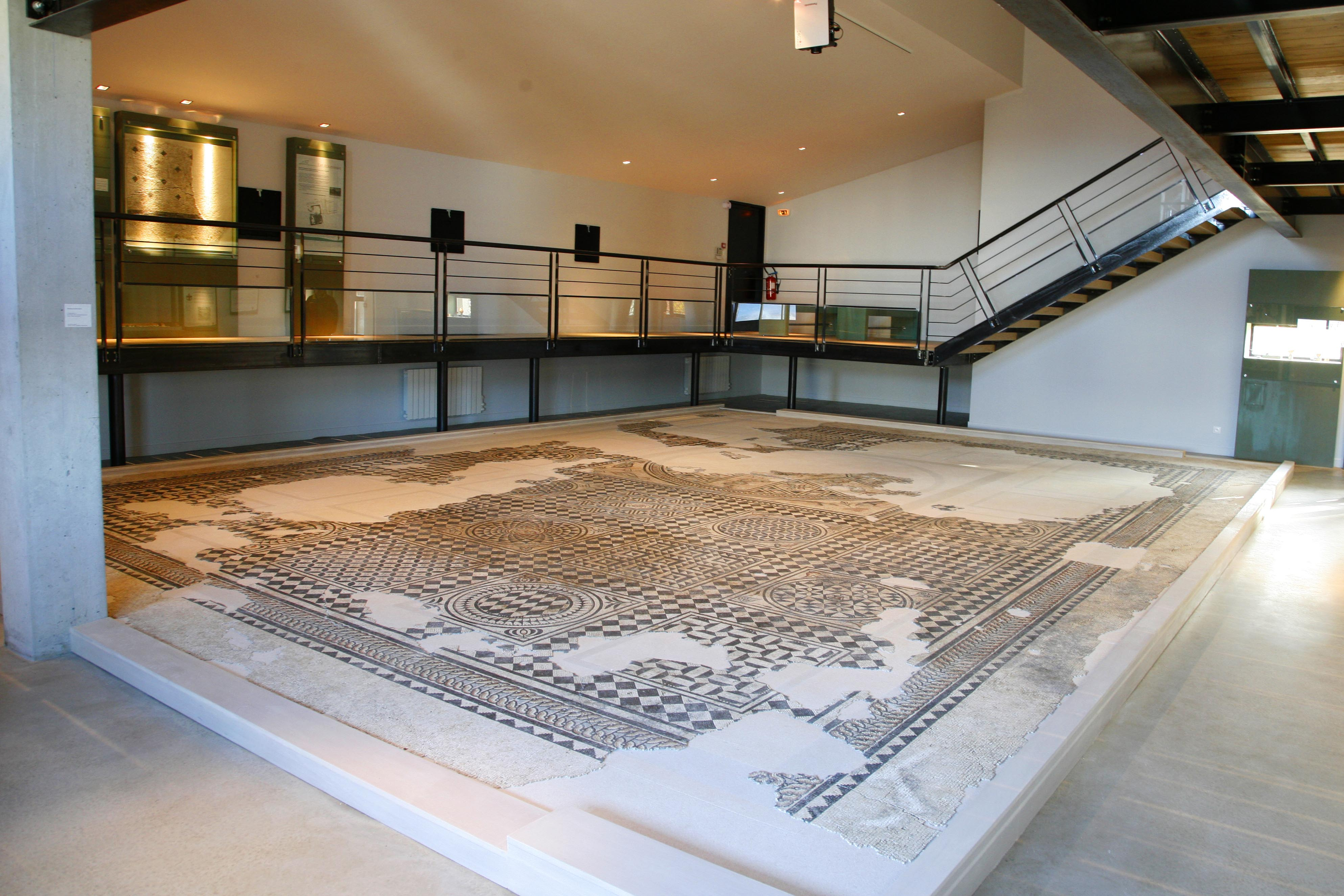
La villa de Licinius.

### La villa de Licinius
Le musée de la villa de Licinius est un espace d'exposition situé au cœur du village qui permet de découvrir les vestiges d'une villa gallo-romaine du IIe siècle ap. J.-C. L’œuvre principale est une mosaïque polychrome de plus de 67 m2 représentant le dieu Océan qui ornait le sol de la salle de réception de la villa.

### Héraldique
| Blason à dessiner | Blason  | D'argent à la barre ondée d'azur accompagné à dextre d'une coquille, d’un clocher et d'un château d'eau, le tout de gueules et à senestre d'une feuille de vigne de sinople et d'un arbre du même; au chef de gueules chargé de galets d'or en nombre, disposés en trois rangées, posés en fasce dans la 1ère et la 3e et posés en barre dans la 2e. |
| Blason à dessiner | Détails | Le statut officiel du blason reste à déterminer. |